# Токоограничивающий реактор

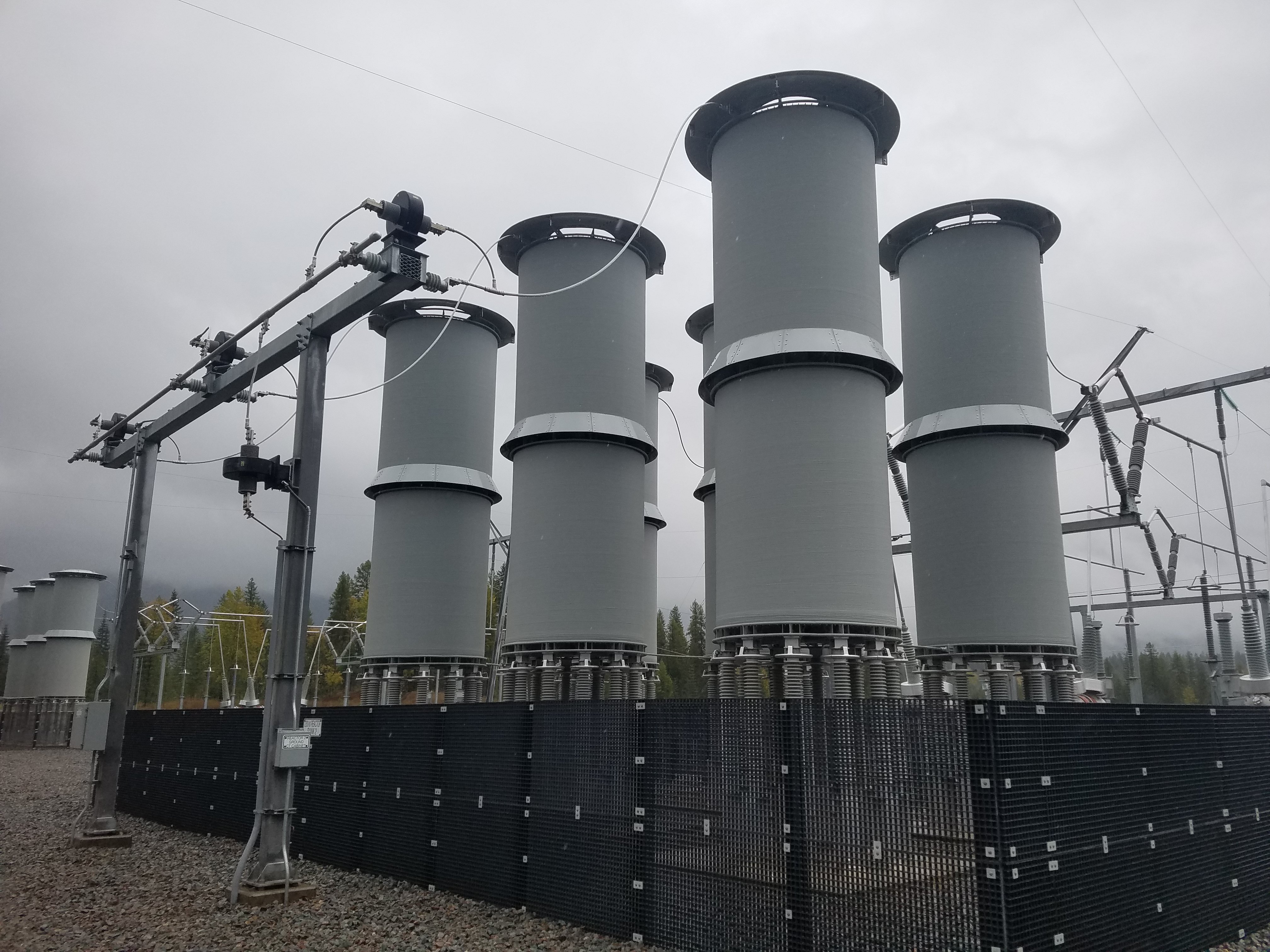
Современные сухие токоограничивающие реакторы на плотине Noxon Rapids 230 кВ

Токоограни́чивающий реа́ктор — электрический аппарат, предназначенный для ограничения ударного тока короткого замыкания. Включается последовательно в цепь тока, который нужно ограничивать, и работает как индуктивное (реактивное) дополнительное сопротивление, уменьшающее ток и поддерживающее напряжение в сети при коротком замыкании, что увеличивает устойчивость генераторов и системы в целом.

## Применение
При коротком замыкании ток в цепи значительно возрастает по сравнению с током нормального режима. В высоковольтных сетях токи короткого замыкания могут достигать таких величин, что подобрать установки, которые смогли бы выдержать электродинамические силы, возникающие вследствие протекания этих токов, не представляется возможным. Для ограничения тока короткого замыкания применяют токоограничивающие реакторы, которые при коротком замыкании также поддерживают на сборных шинах питания достаточно высокое напряжение (за счёт большего падения на самом реакторе), что необходимо для нормальной работы других нагрузок.

Условное обозначение одинарного и сдвоенного реакторов

## Устройство и принцип действия
Реактор — это катушка с постоянным индуктивным сопротивлением, включенная в цепь последовательно. В большинстве конструкций токоограничивающие реакторы не имеют ферромагнитных сердечников. В нормальном режиме на реакторе наблюдается падение напряжения порядка 3—4 %, что вполне допустимо. В случае короткого замыкания бо́льшая часть напряжения приходится на реактор. Значение максимального ударного тока короткого замыкания рассчитывается по формуле:
{\displaystyle i_{m}=2,54I_{H}{\tfrac {100\%}{X_{p}}}}
где IH — номинальный ток сети, Xp — реактивное сопротивление реактора.
Соответственно, чем выше будет реактивное сопротивление, тем меньше будет значение максимального ударного тока в сети.
Реактивность прямо пропорциональна индуктивному сопротивлению катушки. При больших токах у катушек со стальными сердечниками происходит насыщение сердечника, что резко снижает реактивность, и, как следствие, реактор теряет свои токоограничивающие свойства. По этой причине реакторы выполняют без стальных сердечников, несмотря на то, что при этом, для поддержания такого же значения индуктивности, их приходится делать больших размеров и массы.
В случае если в линии электропередач 0,4—110 кВ имеются устройства передачи данных по технологии PLC, то реактор будет гасить эти частоты.

## Виды токоограничивающих реакторов
Токоограничивающие реакторы подразделяются:
- по месту установки: наружного применения и внутреннего;
- по напряжению: среднего (3 —35 кВ) и высокого (110 —500 кВ);
- по конструктивному исполнению: бетонные, сухие, масляные и броневые;
- по расположению фаз: вертикальное, горизонтальное и ступенчатое;
- по исполнению обмоток: одинарные и сдвоенные;
- по функциональному назначению: фидерные, фидерные групповые и межсекционные.

### Бетонные реакторы
Получили распространение на внутренней установке на напряжения сетей до 35 кВ включительно. Бетонный реактор представляет собой концентрически расположенные витки изолированного многожильного провода, залитого в радиально расположенные бетонные колонки. При коротких замыканиях обмотки и детали испытывают значительные механические напряжения, обусловленные электродинамическими усилиями, поэтому при их изготовлении используется бетон с высокой прочностью. Все металлические детали реактора изготавливаются из немагнитных материалов. В случае больших токов применяют искусственное охлаждение.
Фазные катушки реактора располагают так, что при собранном реакторе поля катушек расположены встречно, что необходимо для преодоления продольных динамических усилий при коротком замыкании.
Бетонные реакторы могут выполняться как естественно-воздушного так и воздушно-принудительного охлаждения (для больших номинальных мощностей), т.н. "дутьё" (добавляется буква "Д" в маркировке).
По состоянию на 2014 г. бетонные реакторы считаются морально устаревшими и вытесняются сухими реакторами.

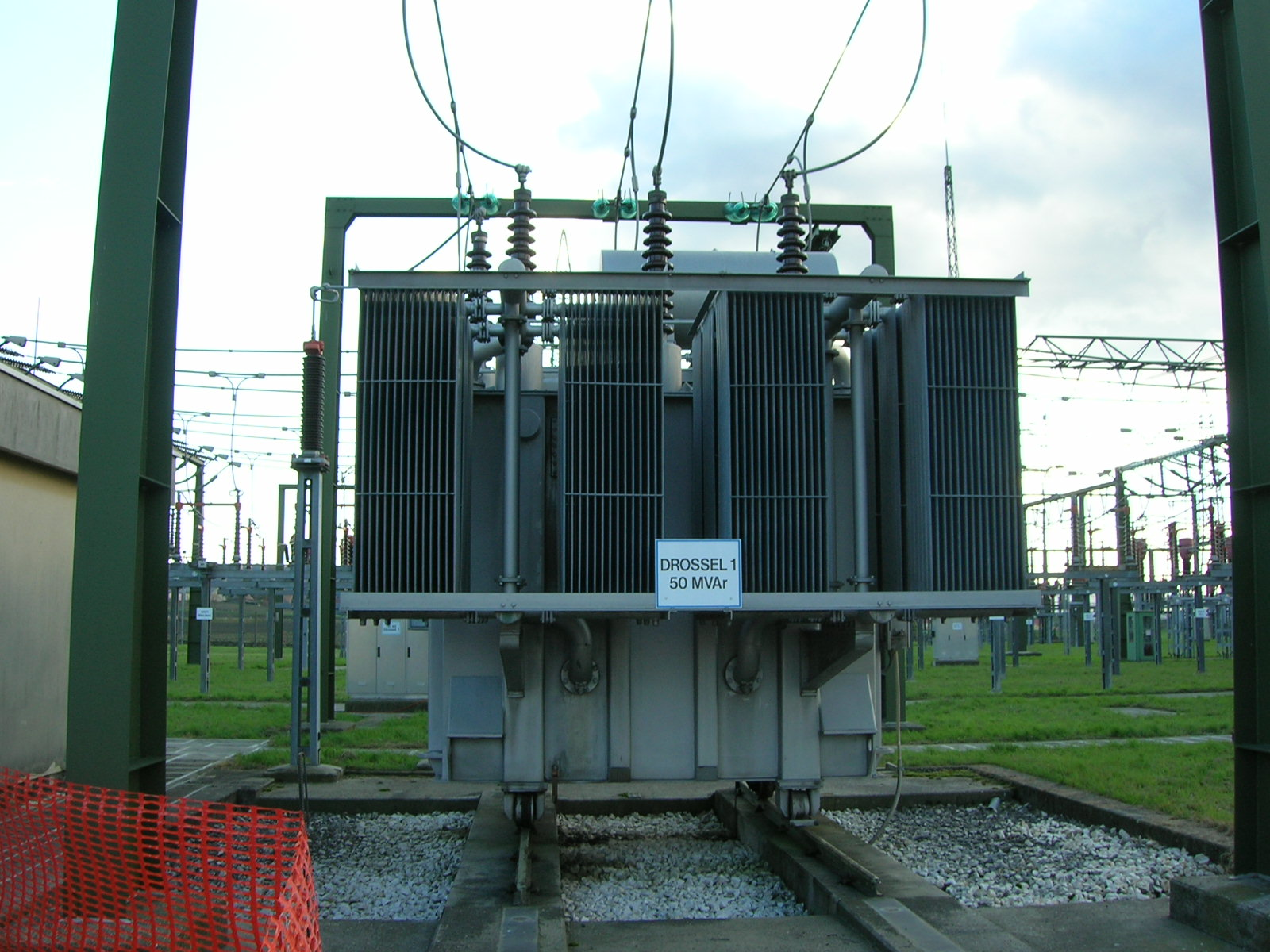
Трёхфазный токоограничивающий реактор в линии 110 кВ, номинальная реактивная мощность 50 Мвар

### Масляные реакторы
Применяются в сетях с напряжением выше 35 кВ. Масляный реактор состоит из обмоток медных проводников, изолированных кабельной бумагой, которые укладываются на изоляционные цилиндры и заливаются маслом или иным электротехническим диэлектриком. Жидкость служит одновременно и изолирующей и охлаждающей средой. Для снижения нагрева стенок бака от переменного поля катушек реактора применяют электромагнитные экраны и магнитные шунты.
Электромагнитный экран представляет собой расположенные концентрично относительно обмотки реактора короткозамкнутые медные или алюминиевые витки вокруг стенок бака. Экранирование происходит за счет того, что в этих витках индуцируется электромагнитное поле, направленное встречно и компенсирующее основное поле.
Магнитный шунт — это пакеты листовой стали, расположенные внутри бака около стенок, которые создают искусственный магнитопровод с магнитным сопротивлением, меньшее, чем у стенок бака, что заставляет основной магнитный поток реактора замыкаться по нему, а не через стенки бака.
Для предотвращения взрывов, связанных с перегревом масла в баке, согласно ПУЭ, все реакторы на напряжение 500 кВ и выше должны быть оборудованы газовой защитой.

### Сухие реакторы
Сухие реакторы относятся к новому направлению в конструировании токоограничивающих реакторов и применяются в сетях с номинальным напряжением до 220 кВ. В одном из вариантов конструкции сухого реактора обмотки выполняются в виде кабелей (обычно прямоугольного сечения для уменьшения габаритов, повышения механической прочности и срока службы) с кремнийорганической изоляцией, намотанных на диэлектрический каркас. В другой конструкции реакторов провод обмотки изолируется полиамидной плёнкой, а затем двумя слоями стеклянных нитей с проклейкой и пропиткой их кремнеорганическим лаком и последующим запеканием, что соответствует классу нагревостойкости Н (рабочая температура до 180 °С); прессовка и стяжка бандажами обмоток делает их устойчивыми к механическим напряжениям при ударном токе.

### Броневые реакторы
Несмотря на тенденцию изготавливать токоограничивающие реакторы без ферромагнитного магнитопровода (вследствие опасности насыщения магнитной системы при токе к.з. и как следствие – резким падением токоограничивающих свойств) предприятия изготавливают реакторы с сердечниками броневой конструкции из электротехнической стали. Преимуществом данного типа токоограничивающих реакторов является меньшие массо-габаритные показатели и стоимость (за счёт уменьшения в конструкции доли цветных металлов). Недостаток: возможность потери токоограничивающих свойств при ударных токах, бо́льших номинального для данного реактора, что в свою очередь требует тщательного расчёта токов к.з. в сети и выбора броневого реактора таким образом, чтобы в любом режиме сети ударный ток к.з. не превышал номинального.

### Сдвоенные реакторы
Сдвоенные реакторы применяются для уменьшения падения напряжения в нормальном режиме, для чего каждая фаза состоит из двух обмоток с сильной магнитной связью, включаемых встречно, к каждой из которых подключается примерно одинаковая нагрузка, в результате чего индуктивность уменьшается (зависит от остаточного разностного магнитного поля). При к.з. в цепи одной из обмоток поле резко возрастает, индуктивность увеличивается и происходит процесс токоограничения.

### Межсекционные и фидерные реакторы
Межсекционные реакторы включаются между секциями для ограничения токов и поддержания напряжения в одной из секций, при к.з. в другой секции. Фидерные и фидерные групповые устанавливаются на отходящих фидерах (групповые являются общими для нескольких фидеров).